# Jean Lepage
Jean Lepage (1779-1822) fue un reconocido armero francés. Él trabajó para Luis XVI, Napoleón Bonaparte y después para Luis XVIII. Inventó los sistemas de percusión que empleaban fulminato para las armas de fuego, los cuales reemplazaron a la llave de chispa y abrieron camino para las armas de fuego modernas. Esto tuvo lugar después del descubrimiento de los fulminatos por Edward Charles Howard en 1800.
Entre 1807 y 1810, Lepage inventó un nuevo mecanismo de disparo para armas de fuego, que empleaba fulminato de mercurio como cebo y que era detonado por el impacto del martillo del arma. El nuevo sistema facilitó el abandono de la llave de chispa y abrió paso a nuevos mecanismos de disparo. El mecanismo de Lepage empleaba un depósito lleno de fulminato en polvo, que soltaba una peqeña cantidad de este cerca del oído del arma cuando se armaba el martillo. Como el fulminato en polvo era muy sensible a la humedad, se desarrollaron métodos para recubrir con barniz los granos de fulminato, así como métodos para contener el fulminato que concluyeron con la invención de la cápsula fulminante por François Prélat en 1818 y Deloubert en 1820.